# Herbert Hildebrandt
Herbert Hildebrandt (* 14. Juli 1935 in Adlig Kessel/Ostpreußen; † 24. Dezember 2019) war ein deutscher Kirchenmusiker.

## Herkunft
Hildebrandt stammt aus einer ostpreußischen Pfarrerfamilie; sein Vater Helmut Hildebrandt wirkte von 1932 bis 1939 als Pastor an der Kirche Adlig Kessel nahe Johannisburgs. Seine Kinderzeit erlebte er in Königsberg, wo der Vater ab 1939 an der Ponarther Kirche wirkte. Die Flucht ab 1945 führte über Zoppot, Demmin nach Rügen und schließlich 1950 nach Ost-Berlin, an die Schnittstelle des Kalten Krieges in der Bernauer Straße, wo der Vater ab 1961 Pfarrer an der 1985 von den DDR-Grenztruppen gesprengten Versöhnungskirche war.

## Ausbildung und Beruf
Hildebrandt studierte von 1953 bis 1958 in Halle (Saale) Kirchenmusik. Nach erfolgreichem Abschluss kam er als Kantor an die Versöhnungskirche und widmete sich neben den traditionellen Oratorien- und Kantatenwerken insbesondere der Pflege gottesdienstlicher A-cappella-Musik. Der im Jahr 1961 erfolgte Mauerbau machte die im Sperrgebiet gelegene Kirche unzugänglich. Im Berliner Dom war es ähnlich, weil die überwiegend in Westberlin wohnenden Chorsänger das zerstörte Gotteshaus nicht nutzen konnten.
Hildebrandt hatte die rettende Idee und formte bereits 1961 die neue Berliner Domkantorei aus den in Ost-Berlin lebenden Sängerinnen und Sängern der Versöhnungsgemeinde sowie aus anderen durch die Teilung „heimatlos“ gewordenen Choristen. Gemeinsam mit seinem Bruder Jörg und dessen ebenfalls an der Bernauer Straße aufgewachsener Frau Regine Hildebrandt, die sich später als brandenburgische Sozialministerin und „Mutter Courage des Ostens“ einen Namen machte.
Herbert Hildebrandt arbeitete damals als Kantor an der St.-Bartholomäus-Kirche. Geprobt und gesungen wurde in anderen Kirchen wie z. B. der Marienkirche. Regelmäßig wurden Bachkantaten zu Gehör gebracht. Im Jahr 1974 wurde er zum Kirchenmusikdirektor ernannt. Ab 1983 fungierte er dann hauptamtlich als Leiter der Domkantorei.
Für die Domkantorei komponierte er selbst Chorsätze, bearbeitete Weihnachtslieder, gab Werke alter Meister heraus und kümmerte sich um die Notenbibliothek des Doms, die 10.000 Werke umfasst.
Im Jahr 2011 wurde ihm für seine Leistungen das Bundesverdienstkreuz verliehen.
Am Heiligabend 2019 ist Herbert Hildebrandt mit 84 Jahren gestorben.